# 格雷厄姆·梅
格雷厄姆·约翰·梅（英語：Graham John May，1952年—2006年12月23日），新西兰男子举重运动员。他曾代表新西兰参加1974年英联邦运动会举重比赛，获得男子110公斤级金牌。